# Malin Mendel
Malin Johanna Mendel, född Westberg, under en period Mendel Westberg, född 5 juni 1972 i Partille församling, Göteborgs och Bohus län, är en svensk journalist och författare. Bosatt i Stockholm och Mumbai i Indien. 

## Biografi
Efter studier i internationella relationer och examen från journalisthögskolan i Göteborg har Malin Mendel alltsedan 1998 rapporterat från Myanmar, Thailand, Nepal, Sri Lanka, Bahrain, Turkiet, USA och ett flertal länder i södra Europa för Sveriges Television, Sveriges Radio, TV4 och TV8.
Sedan 2005 är hon Sveriges Televisions utrikeskorrespondent i Indien, varifrån hon filmar och producerar reportage till nyhetsprogrammen Aktuellt, Rapport, Korrespondenterna, Kobra och Kulturnyheterna. 2021 var Mendel reporter i en dokumentär om Scania i Indien för Uppdrag granskning på SVT. Dokumentären belönades 2022 med ett internationellt pris för grävande journalistik Trace Prize for Investigative Reporting. 
Tillsammans med David Batra ledde Mendel 2018 och 2020 programserien Världens sämsta indier på SVT. Med hjälp av sina erfarenheter som utrikeskorrespondent i landet hjälpte hon Batra att bättre förstå sitt indiska ursprung. 2023 visades den tredje säsongen av Världens sämsta indier, där Mendel och Batra öppnade restaurang i Indien. 2019 tilldelades Mendel Stora journalistpriset i kategorin Årets förnyare för sitt arbete med Världens sämsta indier. Motiveringen löd Med humor och kunskap förnyar hon en traditionell genre. Människor blir synliga i en myllrande vardag i en annan del av världen.
Med David Batra har Malin även lett programserien Världens bästa curry som hade premiär på SVT 2023. 
Malin Mendels senaste programserie på SVT heter Curry med korre. I sex avsnitt besöker Malin andra korrespondenter runt om i världen och skildrar deras jobb och vardag, samt lagar mat med dem. Medverkande förutom Mendel är Cecilia Uddén, Elin Jönsson, Fouad Youcefi, Johan Ripås, Jennifer Wegerup och Katrine Kielos.  
Mendel har skrivit fem indiska kokböcker. Hennes senaste bok heter Currymamman och ges ut på Norsteds förlag. På Norstedts har Malin tidigare publicerat Indien i mitt svenska kök som kom ut 2022, och 2020 publicerades boken Mitt indiska liv – klimatsmarta och enkla recept som gör gott. 
Övriga böcker från Malin Mendel är Yogaköket som kom ut 2018 och Bombay Takeaway – Indien genom maten från 2013 som bland annat handlar om Indiens ökade internationella betydelse. Mendel medverkade även i antologin Uppdrag familj som kom ut 2005 på Albert Bonniers.
Malin Mendel är gift med författaren och journalisten Stephan Mendel-Enk.

## Utmärkelser
- 2019 Stora Journalistpriset – Årets förnyare"
- 2020 vinnare Gourmand Awards för kokboken Mitt indiska liv
- 2022 vinnare Gourmand Awards för kokboken Indien i mitt svenska kök
- 2022 vinnare Trace Prize for Investigative Reporting för The Scania Way, Uppdrag gransking, SVT